# Ari Folman

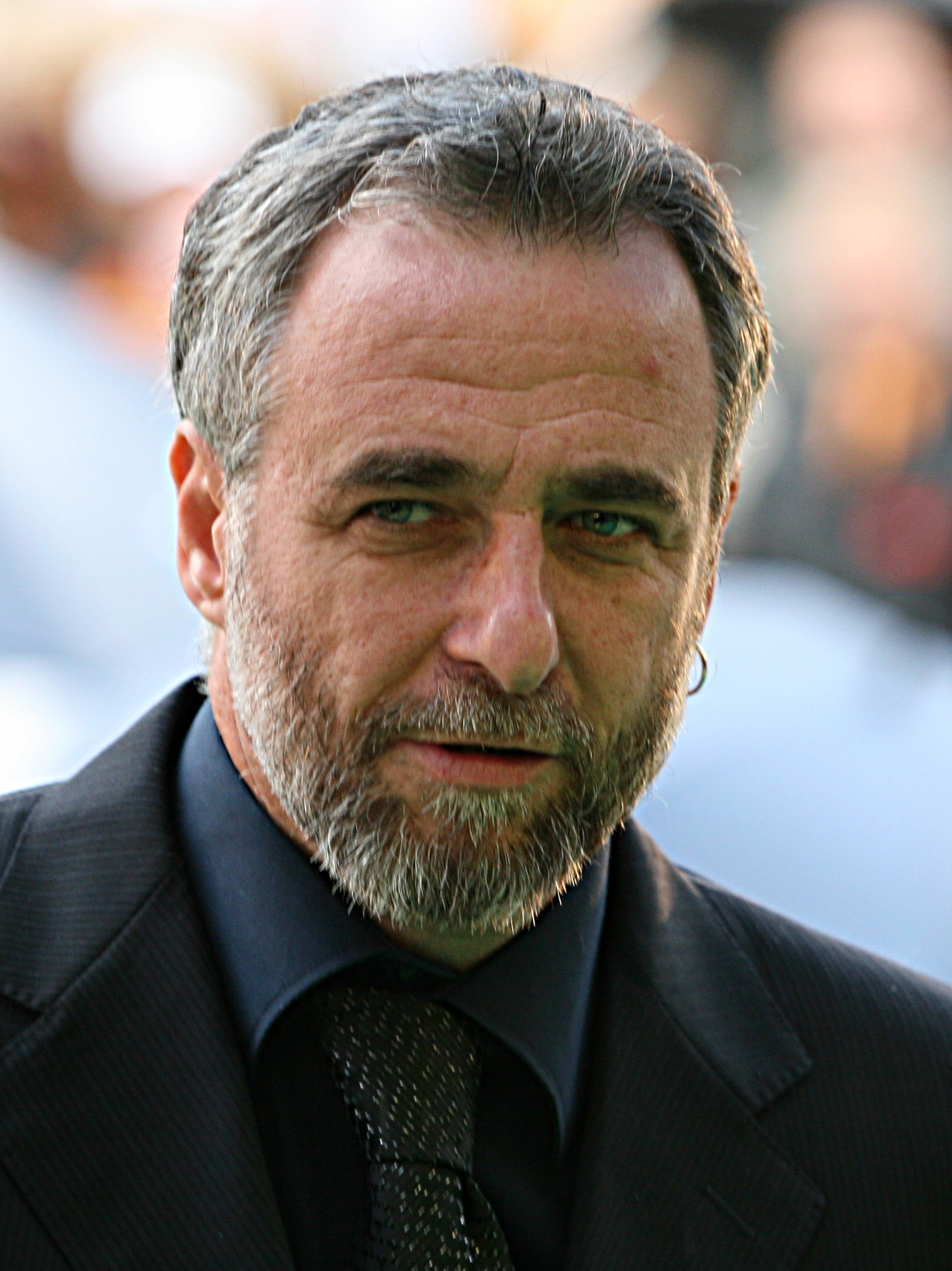
Ari Folman im Juli 2008 auf dem Filmfestival Karlovy Vary

Ari Folman (hebräisch ארי פולמן; * 17. Dezember 1962 in Haifa) ist ein israelischer Filmregisseur, Drehbuchautor und Filmproduzent polnisch-jüdischer Herkunft.

## Leben
Ari Folman absolvierte Anfang der 1980er Jahre seinen Militärdienst in der israelischen Armee und nahm am Israelischen Feldzug im Libanon teil. Danach bereiste er als Rucksacktourist mehrere Monate lang Asien. Der Auslandsaufenthalt inspirierte ihn dazu, nach seiner Rückkehr in Israel Filmwissenschaft zu studieren. Erfolg als Regisseur war Folman bereits mit seinem Abschlussfilm an der Filmhochschule, Comfortably Numb (1991), beschieden. Im Mittelpunkt des Dokumentarfilms, den er gemeinsam mit Ori Sivan realisierte, standen die irakischen Raketenangriffe auf Tel Aviv während des zweiten Golfkriegs 1991. Der Film gewann 1991 einen Preis auf dem Jerusalem Film Festival und im selben Jahr auch den Ophir Award, den israelischen Filmpreis, in der Kategorie Bester Dokumentarfilm.
Zwischen 1991 und 1996 widmete sich Folman in verschiedenen Fernsehdokumentationen dem Nahostkonflikt, ehe er, erneut mit Ori Sivan, seinen ersten Spielfilm Saint Clara (1996) inszenierte. Für die Verfilmung eines Romans des Tschechen Pavel Kohout zeichneten beide auch für das Drehbuch verantwortlich. In der Titelrolle ist Lucy Dubinchik als 13-jähriges russisches Immigrantenkind zu sehen, das mit seinen übernatürlichen Kräften in der neuen Schule in Israel den Mitschülern zum sicheren Bestehen einer Mathematik-Prüfung verhilft. Clara gewinnt die Liebe des gleichaltrigen Mitschülers Tikel (gespielt von Halil Elohev), der mit ihrer Hilfe versucht, eine Revolution anzuzetteln. Mit Saint Clara gelang es Folman und Sivan, an ihren Erstlingserfolg anzuknüpfen; für ihren sympathischen und humorvollen Blick auf die Kinder, ohne jede Sentimentalität, erhielten sie internationales Lob der Kritiker. 1996 war der Film mit sechs Auszeichnungen der große Gewinner bei der Verleihung des Israelischen Filmpreises. Neben den Preisen für Film und Hauptdarstellerin wurden auch Folman und Sivan für ihre Regie geehrt. Bei der Oscarverleihung 1997 stand Saint Clara in der Auswahlliste für den besten fremdsprachigen Film, konnte sich aber nicht unter den fünf Nominierten platzieren.
Nach weiteren Arbeiten an Dokumentarfilmen folgte 2001 mit Made in Israel Folmans zweiter Spielfilm, ohne die Beteiligung Ori Sivans. In der Low-Budget-Produktion steht die Auslieferung eines 82-jährigen Nazi-Verbrechers von Syrien an Israel im Mittelpunkt, der von zwei sich gegenseitig bekämpfenden Kidnapper-Kommandos verfolgt wird. Erneut zeigte sich die israelische Filmakademie für Folmans Arbeit, in der Menashe Noy, Yevgeniya Dodina und Sasson Gabai die Hauptrollen spielen, empfänglich, gab aber Dover Kosashvilis romantischer Komödie Late Marriage den Vorzug. In Deutschland kritisierte der film-dienst vor allem das „klischeeüberladene Drehbuch“ und die „in hektische Betriebsamkeit verfallene Inszenierung“, mit der Folman versuche, „das verkrampfte Verhältnis der jungen israelischen Generation zur Nazi-Zeit satirisch auf die Schippe zu nehmen“.
Neben der Arbeit als Regisseur für Dokumentar- und Spielfilme war Folman gemeinsam mit Ori Sivan auch für die preisgekrönte israelische Fernsehserie BeTipul (2005) verantwortlich, in der ein erfolgreicher Psychotherapeut (gespielt von Assi Dayan) sein Leben hinterfragt und selbst seinen früheren Therapeuten aufsucht. Der US-amerikanische Fernsehsender HBO bediente sich dieses Formats, der 2008 die Serie In Treatment mit Gabriel Byrne als Titelhelden konzipierte, bei der auf die Ideen Folmans zurückgegriffen wurde.
Ebenfalls im Jahr 2008 legte Folman mit Waltz with Bashir seinen dritten Spielfilm vor, der eine Einladung zum Wettbewerb der 61. Filmfestspiele von Cannes erhielt. In dem semi-autobiographischen Werk, einem Animationsfilm, reflektiert Folman seine eigenen Erlebnisse als israelischer Soldat im Libanon zu Anfang der 1980er Jahre sowie die Geschehnisse des Massakers von Sabra und Schatila (1982). Waltz with Bashir, von dem Folman selbst als „Dokumentarfilm im Zeichentrickgewand“' spricht, erhielt bei seiner Premiere auf den Filmfestspielen von Cannes großes Kritikerlob. Der Trickfilm wurde als Mitfavorit auf die Goldene Palme, den Hauptpreis des Filmfestivals, gehandelt, blieb aber unprämiert. Monate später wurde Waltz with Bashir als offizieller israelischer Beitrag für die Nominierung um den besten fremdsprachigen Film bei der Oscarverleihung 2009 ausgewählt und mit dem Golden Globe Award als Bester fremdsprachiger Film und dem Israelischen Filmpreis in den Kategorien Bester Film, Regie und Drehbuch prämiert. Vor der Arbeit an Waltz with Bashir hatte sich der Regisseur mit fünfminütigen Trickfilmsequenzen in der Fernsehserie The Material that Love is Made Of auseinandergesetzt.
Nach dem Erfolg von Waltz with Bashir arbeitete Folman an einer freien Verfilmung von Stanisław Lems Science-Fiction-Roman Der futurologische Kongreß. The Congress, der unter anderem in Deutschland gedreht wurde und 2013 erschien. Der Film ist zur Hälfte animiert, wobei sich der Regisseur diesmal der klassischen Animation der 1930er und 1940er Jahre annäherte. In der Hauptrolle ist Robin Wright als sich abmühende Schauspielerin zu sehen, die ihr digitales Abbild an einen machtgierigen Medienkonzern verkauft.
2012 wurde Folman in die Wettbewerbsjury der 69. Internationalen Filmfestspiele von Venedig berufen.
2017 publizierte er gemeinsam mit dem Grafiker David Polonsky Das Tagebuch der Anne Frank als Graphic Novel. 2022 erschien gemeinsam mit der Grafikerin Lena Guberman die Graphic Novel Wo ist Anne Frank.
2023 stellte Folman mit anderen israelischen Filmemachern das Videoprojekt Bring Them Home Now ins Internet, um Interviews mit den Angehörigen der Hamas-Geiseln zu führen.

## Filmografie

### Filmregisseur
- 1991: Comfortably Numb (Dokumentarfilm)
- 1996: Saint Clara (Clara Hakedosha)
- 2001: Made in Israel
- 2008: Waltz with Bashir
- 2013: Der Kongress (The Congress)[15]
- 2021: Where Is Anne Frank?

### Drehbuchautor
- 1996: Saint Clara (Clara Hakedosha)
- 2001: Made in Israel
- 2001–2004: Shabatot VeHagim (Fernsehserie)
- 2005: BeTipul (Fernsehserie)
- 2006–2009: Parashat Ha-Shavua (Fernsehserie)
- 2008: In Treatment – Der Therapeut (Fernsehserie)
- 2008: Waltz with Bashir
- 2009: Na terapiji (Fernsehserie)
- 2010: Habibti (Kurzfilm)
- 2010: HaMadrich LaMahapecha (Dokumentarfilm)
- 2013: Der Kongress (The Congress)
- 2021: Where Is Anne Frank?

### Filmproduzent
- 2008: Waltz with Bashir
- 2021: Where Is Anne Frank?

## Auszeichnungen (Auswahl)
- 1991: Ophir Award für Comfortably Numb (Kategorie: Bester Dokumentarfilm)
- 1996: Spezialpreis der Jury des Internationalen Filmfestivals Karlovy Vary für Saint Clara
- 1996: Ophir Award für Saint Clara (Beste Regie)
- 2001: Nominierungen für den Israelischen Filmpreis für Made in Israel (Beste Regie, Bestes Drehbuch)
- 2008: Publikumspreis des Internationalen Filmfestivals Warschau für Waltz with Bashir
- 2008: Ophir Award für Waltz with Bashir (Beste Regie, Bestes Drehbuch)
- 2008: Israel Award für Waltz with Bashir (Bester Film)
- 2008: Asia Pacific Screen Award für Waltz with Bashir (Bester animierter Spielfilm)
- 2008: Nominierungen für den Europäischen Filmpreis für Waltz with Bashir (Beste Regie, Bestes Drehbuch)
- 2008: Los Angeles Film Critics Association Award für Waltz with Bashir (Bester Animationsfilm)
- 2009: Bridging the Borders Award des Palm Springs International Film Festivals für Waltz with Bashir
- 2009: Directors Guild of America Award für Waltz with Bashir (Beste Dokumentarfilm-Regie)
- 2009: Writers Guild of America Award für Waltz with Bashir (Bestes Dokumentarfilm-Drehbuch)
- 2009: Nominierungen für den BAFTA Award für Waltz with Bashir (Bester animierter Film, Bester nicht-englischsprachiger Film)
- 2009: César für Waltz with Bashir (Bester ausländischer Film)
- 2010: Bodil für Waltz with Bashir (Bester nicht-amerikanischer Film)